# Drosophila microralis
Drosophila microralis är en tvåvingeart som beskrevs av Léonidas Tsacas 1981. Drosophila microralis ingår i släktet Drosophila och familjen daggflugor.
Artens utbredningsområde är Nigeria och Kamerun.